# Halsbandsflyghund
Halsbandsflyghund (Rousettus aegyptiacus) är en fruktfladdermus i familjen flyghundar. Den förekommer i Afrika, på Arabiska halvön och som enda flyghund även i Europa, där den förekommer utmed Medelhavets allra östligaste kustområden, västerut till sydvästra Turkiet och Cypern. Arten kategoriseras globalt som livskraftig, även om vissa populationer, som den på Cypern är hotad.

## Utbredning och systematik
Halsbandsflyghund förekommer i flera isolerade populationer i norra, centrala och södra Afrika. Utöver detta förekommer den i kustområden på södra Arabiska halvön, och i södra Iran, så långt österut som till gränsen av Pakistan. Som enda flyghund förekommer den även i Europa. Utbredningsområdet för den nordvästliga populationen sträcker sig från Egypten och Israel över kustområden i Syrien, södra Turkiet och på Cypern.
Inga underarter finns listade i Catalogue of Life. Wilson & Reeder (2005) skiljer mellan 6 underarter.

## Utseende
Med en kroppslängd omkring 170 millimeter (utan svans) är halsbandsflyghunden en medelstor flyghund men är ändå större än övriga fladdermöss som förekommer i Europa. Svansen är bara 6 till 25 mm lång. Den näst största europeiska arten är pälsvingad brunfladdermus (Nyctalus lasiopterus) som blir upp till 110 millimeter lång (huvud och bål). Pälsen är gråbrun och buken är tydligt ljusare än övriga kroppen. Det svenska trivialnamnet syftar på den mera orange pälsen kring halsen som förekommer hos flera, men inte alla individer. Arten har ett vingspann på cirka 600 mm och väger 80 till 170 gram. Hanen är något större än honan.

## Ekologi
Halsbandsflyghunden vilar i grottor och liknande gömställen, som gruvor, där de bildar stora kolonier som kan ha flera tusen medlemmar. Halsbandsflyghund navigerar med sin mycket goda syn och luktsinne och använder även en enklare variant av ekolokalisering.
När arten vilar håller den sig fast med en fot på taket eller på ett utskott vid väggen. Vingarna vecklas kring bålen och den andra foten ligger på vingarna. Individerna är ganska röriga och högljudda i grottan. De försöker nå de mörkaste ställen vad som ibland resulterar i strider. I bergssprickor kravlar halsbandsflyghunden på fyra fötter. Gömstället lämnas under vintern cirka 1,5 timmar efter solnedgången och födosöket avslutas ungefär 3,5 timmar före gryningen. Under sommaren är arten en halv timme efter solnedgången utanför grottan och den kommer tillbaks under gryningen.
Lätet som används för ekolokaliseringen skapas med tungan och inte med struphuvudet (som hos småfladdermöss).

### Fortplantning
Honor har oftast en kull per år och ibland fler kullar. Efter dräktigheten som varar cirka fyra månader föds vanligen en unge och sällan tvillingar. Ungarna föds blinda och de öppnar sina ögon efter ungefär tio dagar. 63 till 70 dagar efter födelsen flyger ungen för första gången. Vissa honor parar sig redan efter 7 eller 8 månader men de flesta honor blir könsmogna efter 15 till 16 månader. För hanar infaller könsmognaden efter 14 till 18 månader. Med människans vård kan halsbandsflyghunden leva 25 år.
Innan ungen kan flyga håller den sig fast i moderns päls vid utflykter. Ungen har en individuell lukt som känns igen av modern.

### Föda
Arten livnär sig, som flertalet andra flyghundar främst av frukt, som fikon, apelsin, dadlar, banan och blad av johannesbrödträdet. Vanligen äter den omogna frukter som skadats av insekter och svampangrepp. I viss mån ingår blommor, pollen och mindre mängder blad i födan. Arten är viktig för flera blommors pollinering. För att bära födan kortare sträckor har halsbandsflyghunden kindpåsar.

## Halsbandsflyghund och människan

### Status och hot
Fram till 1970-talet fanns på Cypern jämförelsevis stora kolonier av arten men efter intensiv jakt på grund av uppfattningen att de är skadedjur finns idag bara mindre grupper med upp till 20 individer kvar. I övriga delar av utbredningsområdet betraktas arten som livskraftig (LC).

### Halsbandsflyghund som smittbärare
2005 upptäckte Eric Leroy vid Centre International de Recherches Médicales de Franceville (CIRMF) i Gabon att halsbandsflyghundar bär på viruset som orsakar ebolafeber. 2007 upptäcktes dessutom att de även bär på marburgviruset. Individerna som undersöktes hittades i båda fall i grottor i Gabon och Kongo-Brazzaville.